# Le Christ au Jardin des Oliviers (Chassériau)
Pour les articles homonymes, voir Le Christ au Jardin des Oliviers.
Le Christ au Jardin des Oliviers est un tableau de Théodore Chassériau qu'il réalise à la suite d'une commande du ministère de l’Intérieur, ce tableau de grand format (452 × 357 cm) est présenté au Salon de 1840 à Paris.  
À la suite d'un transfert du Dépôt du Centre national des arts plastiques en 2004 depuis l’église de Saint-Jean-d’Angély, en Charente-Maritime, il est déplacé au  Musée des Beaux-Arts de Lyon.

## Description
L’œuvre présente le sujet de l'iconographie chrétienne de l'Agonie dans le Jardin des Oliviers. On y voit ici le Christ accompagné de trois apôtres : Pierre et les deux fils de Zébédée, Jean et Jacques le Majeur. Venu pour implorer Dieu sur le mont Gethsémani, le Christ reçoit au bout de trois prières le calice et les symboles de la Passion du Christ, de la part de trois anges. Dans le fond, sont représentés les soldats romains avec Judas les guidant jusqu'au Christ.

## Analyse de l’œuvre
Élève de Jean-Auguste-Dominique Ingres et passionné par Eugène Delacroix, cette œuvre se place entre les deux styles de la première moitié du XIXe siècle : Le Néo-classicisme et le Romantisme. Le dessin d'Ingres se retrouve mêlé à la dramaturgie du moment. Le clair-obscur se retrouve dans les couleurs traditionnelles du Christ. Peu de formes géométriques et la perspective aérienne maintiennent l’œuvre et lance l'artiste dans le style romantique.